# Cantone di Quiberon
Il Cantone di Quiberon è una divisione amministrativa dell'arrondissement di Lorient.
A seguito della riforma approvata con decreto del 21 febbraio 2014, che ha avuto attuazione dopo le elezioni dipartimentali del 2015, è passato da 7 a 16 comuni.

## Composizione
I 7 comuni facenti parte prima della riforma del 2014 erano:
- Carnac
- Hœdic
- Île-d'Houat
- Plouharnel
- Quiberon
- Saint-Pierre-Quiberon
- La Trinité-sur-Mer

Dal 2015 i comuni appartenenti al cantone sono i seguenti 16:
- Bangor
- Belz
- Carnac
- Erdeven
- Étel
- Hœdic
- Île-d'Houat
- Locmaria
- Locoal-Mendon
- Le Palais
- Ploemel
- Plouharnel
- Quiberon
- Saint-Pierre-Quiberon
- Sauzon
- La Trinité-sur-Mer